# Kapò
Kapò é um filme de drama franco-ítalo-iugoslavo de 1960 dirigido e coescrito por Gillo Pontecorvo. 
Foi indicado ao Oscar de melhor filme estrangeiro na edição de 1961, representando a Itália.

## Elenco
- Susan Strasberg - Edith
- Laurent Terzieff - Sascha
- Emmanuelle Riva - Terese
- Didi Perego - Sofia
- Gianni Garko - Karl
- Annabella Besi
- Graziella Galvani
- Paola Pitagora
- Eleonora Bellinzaghi
- Bruno Scipioni
- Dragomir Felba
- Dušan Perković